# ریتسوریو
ریتسوریو (به ژاپنی: 律令 Ritsuryō) یک سیستم حقوقی و قانون ژاپن بر اساس فلسفه‌های کنفسیوس‌گرایی و قانون‌گرایی (فلسفه چینی) در تاریخ ژاپن است.
در اواخر دوره آسوکا (اواخر قرن ششم - ۷۱۰) و دوره نارا (۷۱۰–۷۹۴)، دربار امپراتوری در کیوتو، سعی در تکرار چین سخت‌گیرانه داشت. سیستم سیاسی از دودمان تانگ، مجموعه‌هایی از Ritsuryō را ایجاد و اجرا کرد. در طول قرن‌ها، دولت «ریتسوریو» اطلاعات بیشتری تولید کرد که با دقت آرشیو شد. با این حال، با گذشت زمان در دوره هیان، موسسات «ریتسوریو» به یک سیستم سیاسی و فرهنگی بدون بازخورد تبدیل شدند.
در سال ۶۴۵، اصلاحات تایکا اولین نشانه‌های پیاده‌سازی سیستم بودند.
اظهارات اصلی ریتسوریو شامل موارد زیر است:
- قانون اومی (近江令، ۶۶۹) - ۲۲ جلد قانون اداری، مورد مناقشه
- قانون آسوکا کیومیهارا (飛鳥浄御原令، ۶۸۹) - ۲۲ جلد کد اداری
- قانون تایهو (大宝律令، ۷۰۱) - دارای نفوذ عمده، ۱۱ جلد قانون اداری، ۶ جلد قانون جزا.
- "قانون یورو" (養老律令، ۷۲۰، مصوب ۷۵۷) - ۱۰ جلد قانون اداری، ۱۰ جلد قانون کیفری، نسخه اصلاح شده "Taihō-ritsuryō"

## دستاوردهای اصلی

### دولت و اداره
در نیمه پایانی قرن هفتم، (به ژاپنی: سیستم کوکوگونری، 国郡里制) معرفی شد که گوکی شیچیدو را به چندین بخش اداری تقسیم کرد.
- (به ژاپنی: ولایت‌های ژاپن، 国)
- (به ژاپنی: شهرستان‌های ژاپن، 郡)
- (به ژاپنی: محله، 里)

در سال ۷۱۵ پس از میلاد، (به ژاپنی: سیستم گوری، 郷里制) معرفی شد که نتیجه آن موارد زیر بود.
- (به ژاپنی: ولایات، 国)
- (به ژاپنی: نواحی، 郡)
- (به ژاپنی: شهرک‌ها، 郷)
- (به ژاپنی: محله‌ها، 里)

این سیستم در سال ۷۴۰ پس از میلاد متروک شد.

### تمرکز اقتدار
سیستم ritsuryō همچنین یک دولت اداری مرکزی را ایجاد کرد که امپراتور در راس آن قرار داشت. دو بخش راه اندازی شد:
- اداره امور شینتو (神祇官، اداره عبادت)، مسئول مناسک و روحانیون
- دایجوکان (太政官، وزارت امور خارجه)، به هشت وزارتخانه تقسیم شده است.

پست‌های آن بخش‌های عمومی همگی به چهار رتبه تقسیم شدند (shitō: kami (長官)، suke (次官)،jō (判官) و «ساکان» (主典). این الگوی فراگیر به‌طور مداوم تکرار می‌شود، حتی در میان اعضای دربار که وظایفشان ارتباط چندانی با آن نوع اختیارات و مسئولیت‌هایی ندارد که به‌طور متعارف با حکومت مرتبط است - برای مثال:
؛ نوازندگان دربار
- (به ژاپنی: نوازنده ارشد دربار، 雅楽頭،).[۴]
- (به ژاپنی: دستیار اول نوازنده دادگاه، 雅楽助,).[۴]
- (به ژاپنی: دستیار دوم نوازنده دادگاه، 雅楽允,).[۵]
- (به ژاپنی: دستیار نوازندگان درباری جایگزین، 雅楽属,).[۵]

؛ داروسازان دادگاه
- (به ژاپنی: داروساز ارشد دادگاه، 典薬頭,).[۶]
- (به ژاپنی: دستیار اول داروساز اصلی، 典薬助).[۶]
- (به ژاپنی: دستیار دوم داروساز ارشد، 典薬允).[۶]
- (به ژاپنی: دستیار جایگزین داروساز اصلی، 典薬属).[۶]

### ایجاد رتبه در دربار
| Rank | Rank         | Ikai     | Ikai               |
| ---- | ------------ | -------- | ------------------ |
| ۱    | 一位 first   | 正一位   | shō ichi-i         |
| ۲    | 一位 first   | 従一位   | ju ichi-i          |
| ۳    | 二位 second  | 正二位   | shō ni-i           |
| ۴    | 二位 second  | 従二位   | ju ni-i            |
| ۵    | 三位 third   | 正三位   | shō san-mi         |
| ۶    | 三位 third   | 従三位   | ju san-mi          |
| ۷    | 四位 4th     | 正四位上 | shō shi-i no jō    |
| ۸    | 四位 4th     | 正四位下 | shō shi-i no ge    |
| ۹    | 四位 4th     | 従四位上 | ju shi-i no jō     |
| ۱۰   | 四位 4th     | 従四位下 | ju shi-i no ge     |
| ۱۱   | 五位 5th     | 正五位上 | shō go-i no jō     |
| ۱۲   | 五位 5th     | 正五位下 | shō go-i no ge     |
| ۱۳   | 五位 5th     | 従五位上 | ju go-i no jō      |
| ۱۴   | 五位 5th     | 従五位下 | ju go-i no ge      |
| ۱۵   | 六位 6th     | 正六位上 | shō roku-i no jō   |
| ۱۶   | 六位 6th     | 正六位下 | shō roku-i no ge   |
| ۱۷   | 六位 6th     | 従六位上 | ju roku-i no jō    |
| ۱۸   | 六位 6th     | 従六位下 | ju roku-i no ge    |
| ۱۹   | 七位 7th     | 正七位上 | shō shichi-i no jō |
| ۲۰   | 七位 7th     | 正七位下 | shō shichi-i no ge |
| ۲۱   | 七位 7th     | 従七位上 | ju shichi-i no jō  |
| ۲۲   | 七位 7th     | 従七位下 | ju shichi-i no ge  |
| ۲۳   | 八位 8th     | 正八位上 | shō hachi-i no jō  |
| ۲۴   | 八位 8th     | 正八位下 | shō hachi-i no ge  |
| ۲۵   | 八位 8th     | 従八位上 | ju hachi-i no jō   |
| ۲۶   | 八位 8th     | 従八位下 | ju hachi-i no ge   |
| ۲۷   | 初位 initial | 大初位上 | dai so-i no jō     |
| ۲۸   | 初位 initial | 大初位下 | dai so-i no ge     |
| ۲۹   | 初位 initial | 少初位上 | shō so-i no jō     |
| ۳۰   | 初位 initial | 少初位下 | shō so-i no ge     |

یک سیستم جهانی رتبه‌بندی برای همه پست‌های عمومی (官 کان، 官職 کانشوکو) با بیش از ۳۰ رتبه معرفی شد (位 i، 位階 ایکای )، به شدت تنظیم می‌کند که کدام پست‌ها با کدام رتبه قابل دسترسی هستند. قرار بود رتبه‌بندی بیشتر مبتنی بر شایستگی باشد، با این وجود به فرزندان مقامات عالی‌رتبه حداقل رتبه داده شد. این ماده (蔭位の制 on'i no sei) در قانون تانگ وجود داشت، اما طبق رتبه‌های ریتسوریو ژاپنی که برای آن اعمال می‌شد، بالاتر و همچنین رتبه‌های کسب شده توسط فرزندان.
بالاترین رتبه در این سیستم، رتبه اول (مقام 1 "ich-i") بود که به رتبه هشتم (مقام هشتم "hachi-i") که متعلق به پست‌ها در دربار بود. یک رتبه اولیه به نام "سو-i" وجود داشت، اما حقوق کمی داشت. شش رتبه برتر به عنوان اشراف واقعی (貴 ki) در نظر گرفته شدند و به «ارشد» (正 shō) و «جوان» (従 ju) تقسیم شدند. ) رتبه‌ها (مثلاً ارشد رتبه سوم [正三位 shō san-mi]، رتبه دوم خردسال [従二位 ju ni-i]). در زیر رتبه سوم، تقسیم‌بندی دیگری بین «بالا» (上 jō) و «پایین» (下ge) وجود داشت، که اجازه می‌داد رتبه‌هایی مانند «رتبه چهارم جوان پایین تر» (従四位下) ju shi-i no ge) یا «رتبه ششم ارشد بالا» (正六位上 shō roku-i no jō). ترفیع در درجات اغلب یک فرایند بسیار تدریجی و بوروکراتیک بود، و در روزهای اولیه کدها، جز به استثنای نادری نمی‌توانستیم از رتبه ششم پیش برویم، بنابراین یک نقطه برش طبیعی بین اشراف (رتبه‌های پنجم و بالاتر) ایجاد می‌شود. [貴族 kizoku]) و پست‌ها (رتبه ششم و پایین‌تر [地下 jige]).
علاوه بر این، درآمد به شکل ککو (石، ۱ ککو = حدود ۱۵۰ کیلوگرم)، یا بوشل برنج از استان‌ها، با ارتقاء رتبه یک نفر به‌طور چشمگیری افزایش یافت. یک مقام متوسط رتبه ششم ممکن است ۲۲ ککو برنج در سال به دست آورد، اما رتبه پنجم ممکن است ۲۲۵ ککو برنج به دست آورد، در حالی که یک مقام رتبه سوم می‌تواند سالانه ۶۹۵۷ ککو درآمد داشته باشد.
ثبت نام شهروندان (戸籍 koseki)، هر ۶ سال یک بار به روز می‌شود، و یک دفتر مالیات سالانه (計帳keichō) ایجاد می‌شود. بر اساس "keichō"، یک سیستم مالیاتی به نام (租庸調 "So-yō-chō" ایجاد شد. بر محصولات برنج و همچنین بر چندین محصول محلی (مانند پنبه، نمک، دستمال کاغذی) که به پایتخت ارسال می‌شد، مالیات وضع می‌شد.
این سیستم همچنین به دستور کوکوشی (国司)، یک کوروی در پایتخت (اگرچه کوروی در پایتخت می‌توانست با کالاهای ارسالی جایگزین شود) و خدمات نظامی، یک کوروی محلی را در سطح استان ایجاد کرد.

### قانون کیفری
یک سیستم جنایی با (به ژاپنی: پنج سطح مجازات، 五刑) معرفی شد.
- (به ژاپنی: چوب‌زنی، 笞): بسته به شدت جرم، ۱۰، ۲۰، ۳۰، ۴۰ یا ۵۰ ضربه به باسن.
- (به ژاپنی: عصای عمومی، 杖): بسته به شدت جرم، ۶۰، ۷۰، ۸۰، ۹۰ یا ۱۰۰ ضربه به باسن، در ملاء عام، با استفاده از عصایی کمی ضخیم‌تر از آنچه برای چی استفاده می‌شد، انجام می‌شود.
- (به ژاپنی: حبس، 徒): بسته به شدت جرم، ۱، ۱٫۵، ۲، ۲٫۵ یا ۳ سال حبس.
- تبعید (流 ru) بسته به شدت جرم، (به ژاپنی: تبعید نزدیک، 近流)، (به ژاپنی: تبعید نیمه دور، 中流)، یا (به ژاپنی: تبعید دور، 遠流).
- (به ژاپنی: مرگ، 死): بسته به شدت جرم، مرگ توسط (به ژاپنی: آویزان، 絞) یا (به ژاپنی: بریدن سر، 斬).

(به ژاپنی: هشت جنایت سنگین، 八虐) را تعریف کرد که از عفو معاف بودند. این کد بر اساس ده مکروه قانون دودمان تانگ بود، اما دو جنایت مربوط به زندگی خانوادگی - اختلاف خانوادگی و اخلال در خانواده (از طریق زنای با محارم، زنا، و غیره) - حذف شد.

### سیستم هاندن شوجو
مطابق با قوانین حقوقی چین، زمین و همچنین شهروندان باید در سیستم کوچی کومین (مالکیت عمومی) (公地公民) باشند. یکی از ارکان اصلی ریتسوریو معرفی سیستم هاندن شوجو (班田収受制) بود، مشابه سیستم زمین-برابر در چین. سیستم هاندن شوجو مالکیت زمین را تنظیم کرد. بر اساس ثبت نام، هر شهروند بالای ۶ سال حق داشتن یک کوبوندن (به ژاپنی: "مزرعه توزیع شده"، 口分田) مشمول مالیات (تقریباً ۳٪ محصولات) را داشت. مساحت هر مزرعه برای مردان ۲ تان (به ژاپنی: tan، 段) ja:反#土地の面積の単位 و برای زنان دو سوم این مقدار بود. (با این حال، کاست‌های ژاپنی بر پایه ریتسوریو فقط ۱/۳ از این منطقه را داشتند). زمین در هنگام مرگ به کشور بازگردانده می‌شد. زمین‌های متعلق به زیارتگاه‌ها و معابد از مالیات معاف بودند. جمع‌آوری و توزیع مجدد زمین هر ۶ سال یکبار انجام می‌شد.

### کاست‌ها
جمعیت به دو کاست تقسیم شد، "Ryōmin" (良民) (علاوه بر این به ۴ زیر کاست ) و "Senmin" (賤民) (به ۵ زیر کاست تقسیم شد. - کاست‌ها)، این دومی به بردگان نزدیک است. شهروندان با توجه به طبقه خود رنگ‌های مختلفی می‌پوشیدند.

## تکامل سیستم ریتسوریو
تغییرات متعددی در طول زمان اضافه شد. به منظور ترویج کشت، قانونی که اجازه مالکیت برای سه نسل از مزارع تازه زراعی را می‌داد در سال ۷۲۳ قانون سازنزه-ایشین (三世一身の法، Sanze-ishin) ja:三世一身法 و سپس بدون محدودیت در سال ۷۴۳ قانون کوندن اینن شیزای (墾田永年秕,財) ja:墾田永年私財法 ابلاغ شد. این قانون منجر به ظهور زمین‌های خصوصی بزرگ، اولین «شوئن‌ها» شد.
کاربرد دقیق سیستم هاندن شوجو در قرن هشتم و نهم رو به زوال نهاد. در تلاش برای حفظ سیستم، دوره بین هر مجموعه/توزیع به ۱۲ سال تحت امپراتور کانمو افزایش یافت. در ابتدای دوره هی‌آن سیستم تقریباً اجرا نمی‌شد. آخرین جمع‌آوری/توزیع بین سال‌های ۹۰۲ و ۹۰۳ انجام شد.
نظام کاستی به شدت کم و کمتری اجرا می‌شد. برخی از ریومین برای فرار از مالیات با سنمین ازدواج می‌کردند و کودکان سنمین/ریومین به ریومین تبدیل می‌شدند. در پایان قرن نهم / آغاز قرن دهم، سیستم کاست عملاً از جوهر خود خالی بود.
رده‌های بالای موروثی برای مناصب عمومی منجر به انحصار تصرف مهم‌ترین پست‌ها توسط تعداد محدودی از خاندان‌ها، در واقع اشراف، از جمله خاندان فوجیوارا، خاندان میناموتو، خاندان تایرا و خاندان تاچیبانا شد.

## دولت ریتسوریو
یک دولت متحد باستانی در ژاپن بود که بر اساس سیستم ریتسوریو حکومت می‌کرد. از زمانی که دولت یاماتو بعد از اصلاحات تایکا تغییر شکل داد و تأسیس شد، قدرت اشراف که مقام‌های مرکزی بودند و خانواده‌های قدرتمند که مقامات محلی بودند همچنان قوی باقی ماندند. زمین و مردم از طریق یک سازمان دولتی متمرکز با مرکزیت امپراتور کنترل می‌شدند، اما در حدود قرن دهم منحل شد.